# Granbladlöss
Granbladlöss (Mindaridae) är en familj av insekter. Granbladlöss ingår i ordningen halvvingar, klassen egentliga insekter, fylumet leddjur och riket djur.
Familjen innehåller bara släktet Mindarus.